# Operação Força Deliberada

Os bombardeios da OTAN na Bósnia e Herzegovina em 1995 (nomeado pela OTAN de Operação Força Deliberada) foi uma campanha aérea conduzida pela organização militar do Atlântico Norte durante a Guerra da Bósnia, para minar a  capacidade militar do exército sérvio-bósnio, que ameaçava e atacava áreas da ONU, designadas como "zonas de segurança" na Bósnia e Herzegovina. A operação foi realizada entre 30 de agosto e 20 de setembro de 1995, envolvendo 400 aviões e 5 mil pessoas de 15 nações.

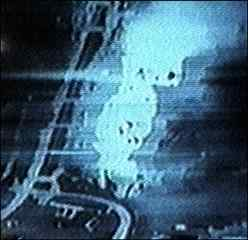
Imagem de uma explosão em uma base militar sérvia causada por bombardeio de aviões da OTAN.

Bem planejado e aprovado pelo Conselho do Atlântico Norte, em Julho de 1995, a operação foi desencadeada em resposta direta à segunda onda de massacres em Markale em 28 de Agosto de 1995.
A operação foi realizada em metas na República Srpska, envolvendo 400 aviões e 5 mil pessoas entre os pilotos e o pessoal de terra de 15 países diferentes. Os aviões envolvidos foram operados a partir da Itália e de porta-aviões dos EUA o USS Theodore Roosevelt e o USS America. 68% das bombas utilizadas nessa campanha foram munições guiadas de precisão (as chamadas "bombas inteligentes"). A rede defesa do exército sérvio-bósnio, composta por aviões e mísseis antiaviões (em inglês mísseis terra-ar ou SAMS), representou uma grande ameaça para o desenvolvimento de operações conjuntas.
Em resposta aos ataques, o Exército sérvio-bósnio sequestrou e usou como escudos humanos em pontos-chave da região mais 400 soldados da ONU (UNPROFOR).
Os ataques aéreos internacionais aumentaram a pressão internacional sobre Slobodan Milošević e a República Federal da Iugoslávia para participar nas negociações que resultaram no Acordo de Paz de Dayton.